# Bulbophyllum validum
Bulbophyllum validum là một loài phong lan thuộc chi Bulbophyllum.